# 三窒素
三窒素(Trinitrogen)またはアジドラジカル(Azide radical)は、3つの窒素原子から構成される不安定な分子である。二重結合と電荷を持つ線形と、環状の2つの配置が可能であり、どちらも非常に不安定である。より安定な誘導体も存在し、リガンドとして働いたり、アジ化ナトリウムとヘキサニトラトセリウム(IV)酸アンモニウムの反応(azido nitration)に参加したりする。
線形のN3は1956年にアジ化水素の光分解によってB. A. Thrushにより発見された。線形対称分子で、D∞h分子対称性を持ち、N-N長は平均1.8115Åである。第一励起電子状態A2Σuは基底状態より4.56 eV高い。
環状のN3は2003年にアジ化塩素の紫外線光分解によってN. HansenとA. M. Wodtkeにより確認された。この反応では大部分が線形であるが、20%は環状になる。